# Joseph Howard (golfista)
Joseph Jefferson Howard (ur. 8 września 1878 w Saint Louis, zm. 24 maja 1908 tamże) – amerykański golfista, olimpijczyk z Saint Louis.
Howard startował jedynie na Igrzyskach Olimpijskich w Saint Louis w 1904 roku. Podczas tych igrzysk reprezentował swój kraj w zawodach indywidualnych mężczyzn. W pierwszej części eliminacji uzyskał 100 punktów, a w drugiej zdobył 110 punktów, a łącznie zgromadził ich 210. Wynik ten dał mu 64. miejsce eliminacji (do Ralpha McKittricka (zwycięzcy eliminacji) stracił 47 punktów), lecz do następnej fazy eliminacji awansowało jedynie 32 golfistów, a tym samym Howard odpadł z rywalizacji, kończąc udział w igrzyskach na eliminacjach. 
Howard zginął 24 maja 1908 roku w wieku 29 lat, wskutek porażenia piorunem podczas gry w golfa.